# Puig del Mig
El Puig del Mig és una muntanya de 730 metres que es troba al municipi d'Espolla, a la comarca catalana de l'Alt Empordà.